# Bahh Tee
Бахтия́р Межди́н оглы́ Али́ев (азерб. Bəxtiyar Mezdin Oğlu Əliyev; род. 5 октября 1988, Иркутск, Россия), более известный под псевдонимом Bahh Tee (рус. Бах Ти) — российский певец, автор песен.
Бахтияр является автором стихов ко всем своим песням, соавтором музыки к большинству своих песен, хотя не имеет музыкального образования. В жанрах музыки не ставит для себя никаких рамок.

## Биография
Бахтияр родился 5 октября 1988 года в Иркутске. По национальности — азербайджанец. Родители родом из города Агджабеди. В семье — единственный сын и средний ребёнок, у него есть младшая и старшая сёстры. Его детство проходило в постоянных переездах, пока в 2000-м его семья окончательно не обосновалась в Москве. Уже в 9 лет стал сочинять первые стихи, которые он рифмовал сначала на азербайджанском и турецком языках, и только потом на русском.

### Образование
В 2005 году сдал документы в МосУМВД России, но не поступил. В 2006-м он всё же поступил в МосУ МВД России на факультет подготовки экспертов-криминалистов. Затем — 5 лет службы, учёбы, стрельб, строевых нарядов с занятием творчеством в свободное время. Окончил вуз в 2011 году, получив четыре красных диплома: высшее образование по специальности «внесудебная экспертиза» (допуск проводить экспертизы 17 видов) и среднее юридическое. Выпустившись лейтенантом полиции, Bahh Tee спустя месяц написал рапорт на увольнение, не сумев совместить  подделки подписей. Продолжает получать образование на заочном отделении юридического факультета РУДН.

### В составе группы «Tee’шина»
В конце 2005 года Бахтияром и его другом Евгением Desert’ом был образован дуэт «Tee’шина». В январе 2006-го ими была записана первая песня под названием «Одиночка», а далее — «Без вины виноватые», «Это лишь начало» и ставшая в определённых кругах известная «За руку», с которой группа «Tee’шина» стала финалистом фестивалей «Кофемолка 2006» и Urbania Urbansound’06. В этом же году они приняли участие в телевизионном проекте «Делаем деток» на MTV вместе с группами «Ранетки» и 5sta Family.Группа распалась из-за разных взглядов на творчество.

### Сольная карьера
Осенью 2006 года, взяв псевдоним Bahh Tee, Бахтияр активно занялся записью своего дебютного сольного альбома, на который возлагал большие надежды. Альбом «Намберонэ» вышел 5 апреля 2007 года и стал большим провалом: как в продажах, так и по отзывам критиков и слушателей. Поняв, что он делает что-то не так, Бахтияр взял бессрочный творческий перерыв, прекратив постоянные студийные сессии. При этом он продолжил много сочинять, но до записи ни одна песня так и не дошла. В конце 2009 года в его жизни наступил сложный период, справиться с которым ему помогло творчество: свои эмоции он вылил в песни.
С песни «Ты меня не стоишь», написанной за 15 минут на скучной лекции, начинается новый виток в творчестве будущего артиста. Она была написана в конце 2009 года на музыку молодого питерского музыканта — SunJinn.
23 февраля 2010 года вышел второй релиз Bahh Tee после почти 3-летнего перерыва — мини-альбом «Ангел», в котором принимают участие друг Бахтияра Ls.Den и певица Stacie Puhberg. Спустя три месяца, 26 мая 2010 года состоялся релиз мини-альбома «По привычке». В список композиций попала обновлённая версия песни «Ты меня не стоишь» — на этот раз с гостевым куплетом Нигативом. Право записываться с участником группы «Триада» Бахтияр получил, выиграв интернет-конкурс.
25 сентября 2010 года Bahh Tee выпустил третий релиз из серии мини-альбомов под названием «Остаюсь собой», гостевые куплеты были записаны исполнителями, известными как Ls.Den и Антон Das. Работа предшествовала его второму полноформатному сольному альбому «Руки к щекам», релиз которого состоялся 25 февраля 2011 года. В альбоме уже по традиции приняли участие друг Бахтияра Ls.Den, в домашней студии которого и были записаны все релизы, начиная с мини-альбома «Ангел», а также краснодарский рэпер Гоша Матарадзе и московский рэпер Drey.
25 мая 2011 года вышел мини-альбом «Не твоим», гостевыми участиями на котором отметились Ls.Den и Сацура. Бахтияр продолжил экспериментировать и искать новое звучание. 5 октября 2011 года, в свой 23-й день рождения, выпускает альбом «Осенний блюз», записанный при содействии с новгородским битмейкером Валерием Текелем, более известным как SoundBro. Слушатели встретили релиз массой недовольств, требуя «вернуть старого Бах Ти». В альбоме «Осенний блюз» лишь одна совместная песня — с певицей Бьянкой.
В начале 2012 года Ls.Den и Bahh Tee объявили о создании совместного проекта под названием «Весы» и 3 февраля выпустили одноимённый мини-альбом из 7-ми песен. 26 февраля 2013-го, спустя почти 1,5 года после предыдущего сольного релиза, Bahh Tee выпускает альбом «Небо не предел», в котором приняли участие Ls.Den, Hann, S.A. и Нигатив (гр. «Триада»). Альбом был записан и спродюсирован нижегородской студией «Квазар Музыка». «Небо не предел» стал самым ожидаемым релизом Bahh Tee — непривычное долгое молчание исполнителя давало о себе знать. Появившись в на тот момент недавно открывшемся в России сервисе iTunes Store, альбом «Небо не предел» уже через 20 минут закрепился на 2-й строчке общего чарта, уступив лишь «Жить в твоей голове» Земфиры.
В ноябре участвует на батле Slovo против Сэта. 14 октября состоялся релиз альбома «Крылья», гостевые участия приняли Tiana, Day и группа «Руки вверх». Впоследствии Бахтияр с Сергеем Жуковым попали на обложку сборника «Горячая 20. Осень—зима 2013—2014».

## Личная жизнь
С 2016 по 2019 гг. был женат на Фаргане Гасановой. Спустя 1,5 года после развода, 18 августа 2020 года, Бахтияр женился во второй раз. Свадебное торжество прошло в банкетном зале Safisa. Несмотря на пышное празднование, на свадьбе присутствовало всего 150 человек. На входе гостям выдавали открытки с просьбой не публиковать в интернете фотографии невесты. Судя по видео в социальных сетях гостей, интернет-пользователи назвали мероприятие «свадьбой года», оценив бюджет празднования в 500 000 долларов США. Личность невесты осталась нераскрытой. О ней известно только то, что она педагог из Питера.
16 июля 2021 у Бахтияр стал отцом в первый раз. И только в мае 2025 года раскрыл пол и имя ребёнка в одной из своих песен. У него родилась девочка, и назвали её - Нилюфер.
Личность жены Бахтияра по прежнему остаётся в тайне. В социальных сетях он много раз говорил о том, что счастье любит тишину. «Я не скрываю свою семью. Я просто её не афиширую. Вы легко можете встретить меня с семьёй в ресторане или в торговом центре», — комментировал Бахтияр в своём профиле Instagram.

## Концертная деятельность
С 2011 года сам организовывал себе концерты в Москве, которые собирали с каждым разом всё больше народа. В январе это было 150 человек, в марте — 300, в мае — 450, а в ноябре уже 700. В августе 2011 года состоялся первый выездной концерт в городе Нальчик, где собралось 700 человек, после чего у артиста начались активные гастроли по России и странам ближнего зарубежья. Самые крупные концерты Bahh Tee проходили в городах: Москве, Одесса (Украина), Львов (Украина), Вильнюс (Литва), Махачкала, Нальчик, Пятигорск, Караганда (Казахстан). С конца сентября 2011 года до конца 2011 года состоялось 26 концертов, которые посетили десятки тысяч людей. В 2012 г. был выпущен сингл «Сердце», попавший в ротацию чартов и радиоэфир. В начале апреля 2013 года прошли три концерта в Махачкале, Нальчике и Краснодаре. У артиста один из самых крупных и активных фан-клубов, а сумма просмотров его клипов составляет уже более 25 млн. По традиции, часть сборов со всех своих московских концертов артист жертвует на благотворительность.

## Продюсерская деятельность
У Bahh Tee никогда не было продюсера. Он много раз подчеркивал это в интервью и говорил, что учится сам на себе, чтобы в будущем помогать другим артистам. В 2017 году Бахтияр начал карьеру музыкального менеджера и продюсера, всего за несколько лет став одним из самых влиятельных людей в шоу-бизнесе. Придумав собственный музыкальный жанр, названный «кальянный рэп», Бахтияр всего за несколько лет популяризировал его. Начиная с 2019 года, «кальянный рэп» по праву являлся самым популярным музыкальным жанром в СНГ. В народе Бахтияра стали называть «папа кальянного рэпа».

### Siyah Music (2017—2018)
В мае 2017 года открыл собственный музыкальный лейбл под названием Siyah Music. Офисом лейбла являлась кухня квартиры Бахтияра. Первыми артистами лейбла стали дуэт HammAli & Navai и барнаульский артист Зомб. Благодаря многолетнему опыту и личным знакомствам, Бахтияр быстро способствовал популяризации молодых артистов. Всего через несколько месяцев песни артистов Siyah Music возглавляли топ-чарты стриминговых сервисов. Молодые и именитые артисты стали обращаться к Бахтияру за менеджментом, в результате чего ростер артистов Siyah Music быстро пополнился такими именами, как: DJ Smash, Эллаи, Эльбрус Джанмирзоев. Спустя год после открытия, Бахтияру поступило предложение от Эмина Агаларова — он предлагал открыть совместный музыкальный лейбл на базе медиахолдинга «Жара».

### Zhara Music (2018—2021)
1 июня 2018 года в партнёрстве с Эмином Агаларовым был открыт музыкальный лейбл Zhara Music. 49 % акций компании принадлежало Алиеву, 51 % — Агаларову. По договорённости партнёров, Бахтияр единолично руководил лейблом и принимал все управленческие решения, а Эмин являлся исключительно инвестиционным партнёром, не вмешиваясь в управление компанией.
Zhara Music стал самым успешным лейблом своего времени, подписав и раскрутив множество звёзд. Бахтияр был соучредителем и генеральным продюсером лейбла в течение всего периода его существования. Артисты Zhara Music стабильно занимали более 20 позиций в топ-100 стриминговых платформ. Артистами лейбла были: HammAli & Navai, Зомб, Rauf & Faik, ЛСП, Emin, Bahh Tee, Morgenshtern, Slava Marlow, Idris & Leos, Asammuell и другие. В состав Zhara Music также входило несколько саблейблов: RAAVA Music (Jony, Elman, Andro, Gafur), DDrecords (Artur, Raim, Miko), Музыкальный лейбл «Элвин Грей» (Элвин Грей, Бабек Мамедрзаев). В 2018 году Бахтияр познакомился с Эльманом Зейналовым (артист ELMAN), который строил свою карьеру артиста, но увидев в нём потенциал управленца, убедил его быть продюсером, обещав обучить всему необходимому. Подписав контракт с Jony и Andro, Эльман начал развивать их в составе Zhara Music. В 2019 году Бахтияр предложил Эльману придумать название их творческому объединению, так родился лейбл RAAVA Music.

### Atlantic Records Russia (2021—н. в.)
23 марта 2021 года Бахтияр объявил, что покидает пост руководителя музыкального лейбла Zhara Music. Новость взорвала медиаполе, так как Zhara Music на этот момент считался самым успешным независимым лейблом в СНГ и самым быстрорастущим музыкальным лейблом Европы, а Бахтияр — самым успешным продюсером.
24 марта 2021 года было объявлено о покупке музыкального лейбла Zhara Music американским мейджор-лейблом Warner Music Group, принадлежащим Леонарду Блаватнику. На базе музыкального лейбла Zhara Music был открыт новый музыкальный лейбл под всемирно известным брендом — Atlantic Records Russia. Бахтияр возглавил Atlantic Records Russia, а артисты Zhara Music в полном составе перешли в Atlantic Records Russia. Сумма сделки держалась в секрете. Позже, в интервью Ксении Собчак, Эмин Агаларов признался, что вложил в Zhara Music всего 30 миллионов рублей, а спустя менее чем три года лейбл был продан за сумму порядка 25 миллионов долларов США (1,8 миллиардов рублей), которые Эмин и Бахтияр поделили поровну.
Уже в составе лейбла Atlantic Records Russia первые хиты выпустили продюсерские проекты Бахтияра: Idris & Leos (песни «Виду не подам», «В последний раз», «Образ»), Asammuell («Идеал», «Кто тебя создал?», «Хорошая»), escape («Не смотри», «Аладдин», «Амали», «Цунами»), Turken («Тобой дышу», «Sabaha Kadar», «До утра»).
В июле 2021 года новыми артистами Atlantic Records Russia стали The Limba и JONY, который и раньше выпускался на этом лейбле, но в составе RAAVA Music, а сейчас пришёл туда в качестве независимого артиста.

## Lotus Media Group
Весной 2021 года Бахтияр Алиев принимает решение об объединении своих разрозненных бизнес-проектов в сфере шоу-бизнеса и медиа в группу компаний под брендом Lotus Media Group. Уже имеющиеся структуры переименовываются в звучные с новым брендом названия: букинг-агентство Siyah Booking — в Lotus Booking, студия звукозаписи — в Lotus Sound, концертное агентство — в Lotus Concert.
Компании, входящие в состав Lotus Media Group:

### Lotus Booking
Основным направлением деятельности компании является букинг и концертный менеджмент артистов. Компания выступает посредником между организаторами концертов (т. н. «промоутерами») и артистами. Основной офис компании расположен в Казани, операционный — в Москве.
Была основана в 2018 году, спустя год после запуска Siyah Music, совместно с партнёром Владимиром Шавгулидзе. Первым подписанным на Siyah Booking артистом стал Зомб, а уже через полтора года в ростере числилось 20 артистов, включая JONY, Зомб, Dava, Эльбрус Джанмирзоев и др. В 2020 году пул артистов пополнился такими именами, как Morgenstern, HammAli & Navai, Slava Marlow, а к 2021 году список расширился до 30 популярных артистов. В мае 2021 года владельцы компании, Бахтияр Алиев и Владимир Шавгулидзе, принимают решение о её ребрендинге. Siyah Booking переименовывают в Lotus Booking, и включают в состав Lotus Media Group.
На момент сентября 2021 года в пул Lotus Booking входят 30 артистов, среди которых: Morgenstern, Jony, HammAli & Navai, Slava Marlow, Dream Team House (Даня Милохин, Аня Pokrov, Артур Бабич), Зомб, Idris & Leos, Bahh Tee & Turken и другие.

### Lotus Concert
Основным направлением деятельности является организация кассовых концертов, частных и корпоративных мероприятий, фестивалей «под ключ». Была основана в партнёрстве с Владимиром Шавгулидзе на базе уже существующей компании Siyah Concert. Среди мероприятий, организованных компанией: стадионные концерты JONY, Elman, Andro (RAAVA Music) в ДС «Мегаспорт» в Москве, концерты артистов Idris & Leos, Asammuell, DAVA, HammAli & Navai, а так ряд фестивалей и частных мероприятий.

### Lotus Show
Основным направлением компании является производство контента для концертных мероприятий, презентаций, частных мероприятий. Компания создаёт эффективные решения в части светового и видео оформления. Была основана в апреле 2021 года совместно с Владимиром Шавгулидзе.

### Lotus Marketing
Основным направлением деятельности компании является взаимодействие и интеграция брендов в качестве спонсорских партнёров в концертные мероприятия, фестивали, клипы и социальные сети артистов. Основана в партнерстве с Владимиром Шавгулидзе.

### Lotus Sound
Студия звукозаписи, основным направлением деятельности которой являются: создание песен «под ключ», звукозапись, аранжировка, озвучка кино, поиск и подбор репертуара для артистов. Была основана в партнёрстве с Тимофеем Огневым (Tim Ognev), который является главным саунд-продюсером Lotus Booking. Студия звукозаписи расположена в здании КЗ «Крокус Сити Холл». В апреле 2021 года началось масштабное строительство новой студии звукозаписи, расположенной в отдельно стоящем здании на западе Москвы. Открытие новой студии звукозаписи запланировано на осень 2021 года.
По решению владельцев, только ограниченный ряд артистов имеют доступ и возможность пользоваться услугами студии звукозаписи Lotus Sound. На момент сентября 2021 года это: HammAli & Navai, Зомб, JONY, Эллаи, Idris & Leos, Asammuell, escape, EMIN, Bahh Tee, Turken. Такое решение было вызвано слишком высоким спросом на услуги студии среди артистов.

## Дискография

### Студийные альбомы
- 2007 — «Намберонэ»
- 2011 — «Руки к щекам»
- 2011 — «Осенний блюз»
- 2013 — «Небо не предел»
- 2013 — «Крылья»
- 2017 — «Сможешь ли ты?»
- 2019 — «Белая полоса»
- 2020 — «10 лет спустя»

### Мини-альбомы
- 2010 — «Ангел»
- 2010 — «По привычке»
- 2010 — «Остаюсь собой»
- 2011 — «Не твоим»
- 2012 — «Весы» (совместный с Ls. Den)
- 2021 — «33»

### Синглы
| Год  | Название                                          | Альбом             |
| ---- | ------------------------------------------------- | ------------------ |
| 2009 | «Ты меня не стоишь»                               | Ангел              |
| 2009 | «Ангел»                                           | Ангел              |
| 2010 | «Ты меня не стоишь» (feat. Нигатив)               | По привычке        |
| 2010 | «Сумерки»                                         | По привычке        |
| 2010 | «Любви достойна только мама»                      | Остаюсь собой      |
| 2010 | «Нелюбимый мужчина»                               | Остаюсь собой      |
| 2011 | «10 лет спустя»                                   | Руки к щекам       |
| 2011 | «Молитва»                                         | Не твоим           |
| 2011 | «Расставаться сложно, но надо»                    | Не твоим           |
| 2011 | «Предружба-недоотношения»                         | Осенний блюз       |
| 2012 | «Я, наверное»                                     | без альбома        |
| 2012 | «В мегаполисе погасли фонари»                     | без альбома        |
| 2012 | «Сердце»                                          | без альбома        |
| 2013 | «Летая умрёт»                                     | Небо не предел     |
| 2013 | «Тороплюсь» (feat. Нигатив)                       | Небо не предел     |
| 2013 | «Крылья» (совм. с Руки Вверх!)                    | Крылья             |
| 2014 | «Перекрёстки»                                     | без альбома        |
| 2014 | «Неужели ты моя?»                                 | без альбома        |
| 2014 | «Снежинки»                                        | без альбома        |
| 2015 | «Своенравная»                                     | без альбома        |
| 2015 | «Проще, чем любить»                               | без альбома        |
| 2015 | «Жить под одним солнцем»                          | Осенний блюз       |
| 2015 | «Девушка с улыбкой неземной»                      | без альбома        |
| 2015 | «Курортный роман»                                 | без альбома        |
| 2015 | «Взрослеем»                                       | без альбома        |
| 2016 | «Уходи-постой»                                    | без альбома        |
| 2016 | «Никотин»                                         | без альбома        |
| 2017 | «Неделимыми»                                      | без альбома        |
| 2017 | «Джаная-джаная»                                   | без альбома        |
| 2017 | «Вместе летать» (совм. с HammAli & Navai)         | без альбома        |
| 2017 | «Baku» (совм. с Alim Qasimov)                     | без альбома        |
| 2017 | «Письмо для мамы Томаса»                          | без альбома        |
| 2017 | «Ядовитая» (совм. с Зомбом)                       | без альбома        |
| 2017 | «На ладони линия»                                 | без альбома        |
| 2017 | «Gate 49»                                         | без альбома        |
| 2018 | «Ненормальная» (совм. с Hann)                     | без альбома        |
| 2018 | «Пора домой» (совм. с Олегом Газмановым)          | без альбома        |
| 2018 | «Мята» (совм. с Эллаи)                            | XXV (альбом Эллаи) |
| 2018 | «Эта ли боль — это любовь?»                       | без альбома        |
| 2019 | «Мама говорила» (совм. с Зомбом)                  | без альбома        |
| 2019 | «Стирай из памяти»                                | Белая полоса       |
| 2019 | «Как ты посмела»                                  | Белая полоса       |
| 2019 | «Парами» (совм. с Emin’ом)                        | Белая полоса       |
| 2019 | «Ни приму и даром» (совм. с Navai)                | без альбома        |
| 2019 | «Из разных миров»                                 | без альбома        |
| 2019 | «Мистер Смит»                                     | без альбома        |
| 2019 | «Кислород» (совм. с Джиганом)                     | без альбома        |
| 2020 | «Ради Ули»                                        | без альбома        |
| 2020 | «Жить, не думая о тебе» (совм. с HammAli & Navai) | 10 лет спустя      |
| 2020 | «Дисконнект» (совм. с Люсей Чеботиной)            | без альбома        |
| 2020 | «Не любовь» (совм. с LUCAVEROS)                   | без альбома        |
| 2021 | «Ты моя. Я так решил»                             | без альбома        |
| 2021 | «Засыпай спокойно, Страна» (совм. с Rauf & Faik)  | без альбома        |
| 2021 | «Кому звонишь, когда ты пьяный»                   | без альбома        |
| 2021 | «Белые найки»                                     | без альбома        |
| 2022 | «Супергерой» (совм. с Rauf & Faik)                | без альбома        |
| 2023 | «Годовщина»                                       | без альбома        |
| 2024 | «Стократно»                                       | без альбома        |
| 2025 | «Знает лишь июль»                                 | без альбома        |
| 2025 | «Нилюфер»                                         |                    |

## Дуэт «Bahh Tee & Turken»

### Мини-альбомы
| Название                        | Информация                                                                    | Примечание |
| ------------------------------- | ----------------------------------------------------------------------------- | --- |
| Встретимся следующим летом — EP | - Релиз: 15 сентября 2023 - Лейбл: Lotus Music - Формат: Цифровая дистрибуция | \| № \| Название \| Длительность \| \| ------------------- \| ---------------------------- \| ------------ \| \| 1. \| «Встретимся следующим летом» \| 3:20 \| \| 2. \| «Вылитая Я» \| 3:29 \| \| 3. \| «Next Next» \| 3:07 \| \| 4. \| «Невеста» \| 3:35 \| \| 5. \| «Я доверил тебе сердце» \| 2:58 \| \| Общая длительность: \| Общая длительность: \| 15:49 \| |
| №                               | Название                                                                      | Длительность |
| 1.                              | «Встретимся следующим летом»                                                  | 3:20 |
| 2.                              | «Вылитая Я»                                                                   | 3:29 |
| 3.                              | «Next Next»                                                                   | 3:07 |
| 4.                              | «Невеста»                                                                     | 3:35 |
| 5.                              | «Я доверил тебе сердце»                                                       | 2:58 |
| Общая длительность:             | Общая длительность:                                                           | 15:49 |

### Официальные синглы
| Год  | Название                 | Альбом                          |
| ---- | ------------------------ | ------------------------------- |
| 2020 | «Тобой дышу»             | без альбома                     |
| 2020 | «В любви правил нет»     | без альбома                     |
| 2020 | «Уходи»                  | без альбома                     |
| 2021 | «Я с тобой»              | без альбома                     |
| 2021 | «Кто я без тебя?»        | без альбома                     |
| 2021 | «Пройдёшь»               | без альбома                     |
| 2021 | «Принцев не существует»  | без альбома                     |
| 2021 | «Не рассказывай никому»  | без альбома                     |
| 2022 | «Бывшая»                 | без альбома                     |
| 2022 | «Не забывают»            | без альбома                     |
| 2022 | «Записки с голубками»    | без альбома                     |
| 2022 | «Нужен»                  | без альбома                     |
| 2022 | «Стали чужими»           | без альбома                     |
| 2022 | «Что ты делаешь, Настя?» | без альбома                     |
| 2022 | «Мужчины тоже плачут»    | без альбома                     |
| 2022 | «Фантазия»               | без альбома                     |
| 2023 | «Путь к тебе»            | без альбома                     |
| 2023 | «Иди дальше»             | без альбома                     |
| 2023 | «Ты моё всё»             | без альбома                     |
| 2023 | «Я доверил тебе сердце»  | Встретимся следующим летом — EP |
| 2023 | «Вылитая Я»              | Встретимся следующим летом — EP |
| 2023 | «И ты туда же»           | без альбома                     |
| 2024 | «Никотин»                | без альбома                     |
| 2024 | «Не переживай»           | без альбома                     |
| 2024 | «Остаться с тобой»       | без альбома                     |
| 2024 | «Поболишь-пройдешь»      | без альбома                     |
| 2024 | «Всё еще семья»          | без альбома                     |
| 2025 | «Букет для принцессы»    | без альбома                     |
| 2025 | «Скандалистка»           | без альбома                     |

### Промо-синглы / другие песни
- 2020 — «Люби меня»
- 2020 — «Вытри слёзы, дура»
- 2020 — «До утра»
- 2020 — «Твою мать!»
- 2021 — «Ветер и Берёза»
- 2022 — «Твой последний шанс»
- 2022 — «Утонуть в твоих глазах»
- 2023 — «Снежинки»
- 2024 — «Чудо» (совм. с Jah Khalib)
- 2024 — «Увы» (совм. с HAMMALI)
- 2024 — «Обязательно брошу»
- 2024 — «Несчастный случай» (совм. с Зомб)
- 2024 — «Ты все усложняешь»
- 2024 — «Медленно»
- 2024 — «Как ты там?»
- 2025 — «Дождись» (совм. с Loc-Dog)

## Дуэт «Sabret»
Сайд-проект группы Bahh Tee & Turken, в котором они выпускают песни на Азербайджанском, Турецком и Русском языках в восточной стилистике.

### Синглы
- 2021 — «Sabaha Kadar»
- 2021 — «Больше всех жизней»
- 2021 — «Shirin Yalan Sozler»
- 2021 — «Tekkanatlılar»
- 2024 — «Ara beni»
- 2024 — «O səni sevir axı»
- 2024 — «Isterim Seni»
- 2025 — «Qaynana»
- 2025 — «Взрывоопасна»
- 2025 — «Чернобровая»

## Видеография
| Год                         | Клип                                     | Альбом                          |
| Сольные видеоклипы          | Сольные видеоклипы                       | Сольные видеоклипы              |
| --------------------------- | ---------------------------------------- | ------------------------------- |
| 2011                        | «Ты меня не стоишь» (feat. Нигатив)      | По привычке — EP                |
| 2011                        | «Любви достойна только мама»             | Остаюсь собой — EP              |
| 2012                        | «Я, наверное»                            | без альбома                     |
| 2012                        | «В мегаполисе погасли фонари»            | без альбома                     |
| 2012                        | «Сердце»                                 | без альбома                     |
| 2013                        | «Летая умрет»                            | Небо не предел                  |
| 2013                        | «Тороплюсь» (совм. с Нигативом)          | Небо не предел                  |
| 2013                        | «Крылья» (совм. с Руки Вверх)            | Крылья                          |
| 2014                        | «Показать твоим глазам» (совм. с Day)    | без альбома                     |
| 2014                        | «Неужели ты моя»                         | без альбома                     |
| 2015                        | «Проще, чем любить»                      | без альбома                     |
| 2015                        | «Жить под одним солнцем»                 | Осенний блюз                    |
| 2015                        | «Курортный роман»                        | без альбома                     |
| 2015                        | «Взрослеем»                              | без альбома                     |
| 2017                        | «Джаная»                                 | без альбома                     |
| 2017                        | «Вместе летать» (feat. HammAli & Navai)  | без альбома                     |
| 2018                        | «Пора домой» (совм. с Олегом Газмановым) | без альбома                     |
| 2019                        | «Стирай из памяти»                       | без альбома                     |
| 2019                        | «Как ты посмела»                         | Белая полоса                    |
| 2019                        | «Парами» (совм. с EMIN'ом)               | Белая полоса                    |
| 2020                        | «Мистер Смит»                            | без альбома                     |
| 2021                        | «Ты моя. Я так решил»                    | без альбома                     |
| 2021                        | «Белые Найки»                            | 33 — EP                         |
| 2021                        | «Три сестрёнки»                          | 33 — EP                         |
| 2021                        | «Прожигаю»                               | 33 — EP                         |
| 2021                        | «В твоих глазах увидел свет»             | 33 — EP                         |
| 2021                        | «Ветер и Берёза»                         | 33 — EP                         |
| 2024                        | «Разливает» (совм. с Эллаи)              | без альбома                     |
| 2024                        | «Роднее, чем ты» (совм. с Idris & Leos)  | без альбома                     |
| 2024                        | «После тебя»                             | без альбома                     |
| 2025                        | «Она тебя не любит, бро» (feat. NAVAI)   | без альбома                     |
| В дуэте «Bahh Tee & Turken» |                                          |                                 |
| 2020                        | «Тобой дышу»                             | без альбома                     |
| 2020                        | «В любви правил нет»                     | без альбома                     |
| 2020                        | «Уходи»                                  | без альбома                     |
| 2021                        | «Я с тобой»                              | без альбома                     |
| 2021                        | «Кто я без тебя?»                        | без альбома                     |
| 2021                        | «Пройдёшь»                               | без альбома                     |
| 2021                        | «Принцев не существует»                  | без альбома                     |
| 2021                        | «Не рассказывай никому»                  | без альбома                     |
| 2022                        | «Бывшая»                                 | без альбома                     |
| 2022                        | «Не забывают»                            | без альбома                     |
| 2022                        | «Записки с голубками»                    | без альбома                     |
| 2022                        | «Нужен»                                  | без альбома                     |
| 2022                        | «Стали чужими»                           | без альбома                     |
| 2022                        | «Что ты делаешь, Настя?»                 | без альбома                     |
| 2022                        | «Мужчины тоже плачут»                    | без альбома                     |
| 2022                        | «Фантазия»                               | без альбома                     |
| 2023                        | «Путь к тебе»                            | без альбома                     |
| 2023                        | «Иди дальше»                             | без альбома                     |
| 2023                        | «Ты моё всё»                             | без альбома                     |
| 2023                        | «Я доверил тебе сердце»                  | Встретимся следующим летом — EP |
| 2023                        | «Вылитая Я»                              | Встретимся следующим летом — EP |
| 2023                        | «И ты туда же»                           | без альбома                     |
| 2024                        | «Никотин»                                | без альбома                     |
| 2024                        | «Не переживай»                           | без альбома                     |
| 2024                        | «Остаться с тобой»                       | без альбома                     |
| 2024                        | «Поболишь-пройдешь»                      | без альбома                     |
| 2024                        | «Всё еще семья»                          | без альбома                     |
| 2025                        | «Букет для принцессы»                    | без альбома                     |
| 2025                        | «Скандалистка»                           | без альбома                     |
| В дуэте «Sabret»            |                                          |                                 |
| 2021                        | «Sabaha Kadar»                           | без альбома                     |
| 2021                        | «Shirin Yalan Sozler»                    | без альбома                     |

Апогеем успеха Bahh Tee стал простенький клип на песню «Ты меня не стоишь», снятый своими силами, режиссёром и оператором которого выступил Иван Кулак. Клип стал очень популярным в рунете. Набрав миллион просмотров за 20 дней, клип «Ты меня не стоишь» входит в десятку самых просматриваемых русскоязычных музыкальных видео, имея уже более 13 млн просмотров (на сентябрь 2013 года) на YouTube. Клип вышел 2 февраля 2011 года на официальном канале Bahh Tee за три недели до альбома «Руки к щекам» и привлёк к нему огромное внимание: сервер, на котором был размещён «Руки к щекам», упал через 20 секунд после появления альбома в доступе — настолько огромное внимание было к нему приковано. Клип «Ты меня не стоишь» ротировался в рамках программы «Хип-хоп-чарт» на телеканале Ru TV; остальные каналы и радиостанции ставить песню и клип в эфирную сетку отказались, сославшись на неприемлемый формат произведения.
В сентябре 2011 год выпустили клип «Любви достойна только мама», который также попал в топы. В первые сутки видео посмотрело 300 000 человек. Клип побеждает в передаче «Раскрутка хип-хоп и R’n’B» на телеканале Russian Music Box и, получив высокие рейтинги, попадает в эфирную сетку телеканала. Спустя время Бахтияр получает приглашение от телеканала Russian Music Box, где работает ведущим программы «Раскрутка хип-хоп и R’n’B» в течение 2-х месяцев. Остальные телеканалы и радиостанции игнорируют сингл.
В марте 2012 года Bahh Tee выпускает новый клип на песню «Я, наверное», созданный совместно с лондонскими саунд-продюсерами SoundExtra, который наконец попадает в ротацию всех популярных музыкальных каналов и активно поддерживается различными радиостанциями.
1 июня 2012 года, в международный день защиты детей, Bahh Tee выложил на своей странице новый клип на песню «В мегаполисе погасли фонари», предварительно заявив, что данная работа является исключительно интернет-событием и ротироваться на телеканалах клип не будет.
В ноябре 2012-го вышел клип на песню «Сердце», который был снят в Эстонии, в городе Таллинн. Клип попадает в эфиры всех музыкальных каналов. В этой песне фанаты увидели некое слияние первой волны творчества артиста в новом звучании.
23 февраля 2013 года вышел клип на военную тематику «Летая умрет», снятый в Самаре.
В августе 2013 г. был выпущен клип на совместную песню «Тороплюсь» с Нигативом из группы «Триада». Эта песня открывала альбом «Небо не предел»; клип был ориентирован исключительно на интернет, но при этом он получил поддержку телеканала A-One.
В сентябре неожиданно, без каких-либо анонсов, были выпущены дуэтная с группой «Руки Вверх» песня и клип «Крылья». Песня моментально разлетелась по сети, счетчик скачиваний перевалил за 5 миллионов. Клип набрал первый миллион просмотров за месяц, и активно идёт ко 2-му миллиону. Дуэтом с легендарной группой Bahh Tee поставил новую планку в своём творчестве — песня «Крылья» была отмечена не только слушателями, но и коллегами по цеху — топ-артистами и мэтрами отечественной эстрады.
В декабре вышел клип «Реальна только музыка» при участии немалого числа звёзд отечественной эстрады, в числе которых был и Bahh Tee. Песня «Реальна только музыка» стала гимном «Первой реальной премии Music Box» телеканала Russian Music Box.
2 июля 2015 года вышел клип под названием «Проще, чем любить».
В декабре 2015 г. вышел клип под названием «Взрослеем».
13 и 27 июня 2017 года вышли клипы под названием «Джаная» и «Вместе летать» с участием HammAli & Navai.
23 марта 2018 года вышел клип Bahh Tee с участием Олега Газманова под названием «Пора домой».
3 и 18 сентября 2019 года вышли клипы под названием «Стирай из памяти» и «Как ты посмела».
В октябре 2019 г. вышел клип с участием Эмина под названием «Парами».
В декабре 2019 г. был выпущен клип с участием Джигана под названием «Кислород».
24 февраля 2020 года вышел клип под названием «Мистер Смит».
В августе 2020 г. был выпущен клип с участием Turken под названием «Тобой дышу».
В ноябре-декабре 2020 г. были выпущены mood видео с участием Turken под названием «В любви нет правил» и «Уходи».
В марте-апреле 2021 г. был выпущен клип под названием «Ты моя. Я так решил» и совместный клип с участием Turken под названием «Я с тобой».
В мае-июле 2021. были выпущены совместные клипы с участием Turken под названием «Sabaha Kadar» и «Shirin Yalan Sozler».

## Интересные факты
- Принимает участие в программах и даёт интервью на телевидении: канал СТС «Богатые и знаменитые» (11.05.2012)[22] , телеканал «Домашний» 06.02.2012[23] , видео-интервью журналу iFamous.Me[24] , канал Ren-TV программа «Смотреть всем!» (27.04.2012)[25] , программа «Музразборка»[26] , интервью телеканалу «ХипХопХит»[27] и программе Room Recordz FM[28].
- Был председателем жюри российского фестиваля-конкурса «Ритм улиц» в городе Чехов.[29]
- 13 и 14 февраля 2013-го в Санкт-Петербурге и в Москве соответственно состоялся главный праздник всех влюблённых от Love Radio — Big love Show 2013[30] и Bahh Tee тоже принял в нём участие[31]!
- Премия телеканала «Муз-ТВ», являющаяся престижнейшей российской музыкальной премией, опубликовала предварительный список участников 2013 года, в номинации «Прорыв года», помимо других участников, так же был заявлен Bahh Tee[32]! Закрепившись на 3-м месте по итогам онлайн-голосования, в число пяти участников «Премии» Bahh Tee, по решению экспертов, не вошёл.
- 1 мая принял участие в открытии летнего сезона в Лужниках.
- 5 мая участвовал в дискотеке «Муз-ТВ».
- В конце сентября 2013 года стартовал тур «25», приуроченный ко дню рождения артиста, который продолжался до конца ноября и прошёл через десятки городов.
- В 2014 году принял участие в рэп-баттле Slovo против Сэта.